# Зелені поросята, які світяться

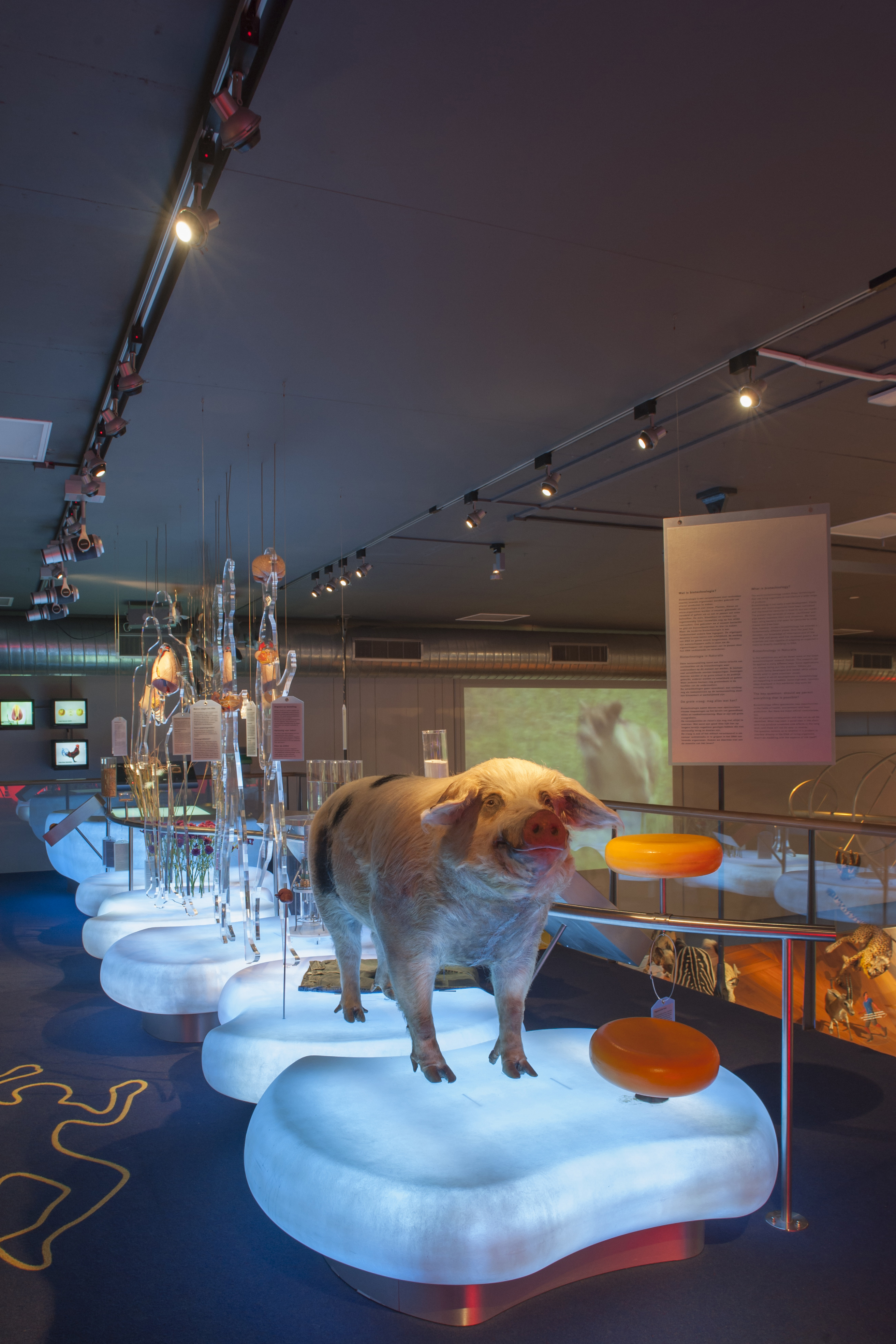
Трансгенні свині.

Зелені поросята, які світяться —  трансгенні свині, виведені групою дослідників з  Національного університету Тайваню під керівництвом професора У Шинь-Чжи. Про результати експерименту було оголошено в січні 2006 року.
Такі свині були виведені шляхом введення в ДНК — ланцюжок ембріона гену  зеленого флуоресцентного білка, запозиченого у  флуоресцентних  медуз . Потім ембріон був імплантований у матку самиці свині. Поросята світяться зеленим кольором у темряві та мають зеленуватий відтінок шкіри і очей при денному світлі. "Флуоресцентні зелені свині вже існували, — визнає У Шинь-Чжи, — але у свиней, виведених до сих пір, спостерігалася лише часткова флуоресценція. Тварини, отримані нами, — єдині в світі свині, у яких навіть серце і внутрішні органи зеленого кольору ".
Основна мета виведення таких свиней, за заявами дослідників, — можливість візуального спостереження за розвитком тканин при пересадці  стовбурових клітин.